# Уррауль-Альто
Уррауль-Альто (ісп. Urraúl Alto) — муніципалітет в Іспанії, у складі автономної спільноти Наварра. Населення — 159 осіб (2009).
Муніципалітет розташований на відстані близько 330 км на північний схід від Мадрида, 32 км на схід від Памплони.
На території муніципалітету розташовані такі населені пункти: (дані про населення за 2009 рік)
- Адоайн: 11 осіб
- Ар'єльс: 4 особи
- Арісту: 1 особа
- Аєчу: 15 осіб
- Елькоас: 7 осіб
- Епарос: 18 осіб
- Есканіс: 2 особи
- Гіндано: 0 осіб
- Імірісальду: 27 осіб
- Іруроскі: 39 осіб
- Хакойсті: 1 особа
- Ларекі: 0 осіб
- Ларраун: 0 осіб
- Онгос: 15 осіб
- Оскойді: 6 осіб
- Санта-Фе: 1 особа
- Сабальса: 11 осіб
- Артанга: 1 особа

## Демографія
Динаміка населення (INE ):

## Галерея зображень

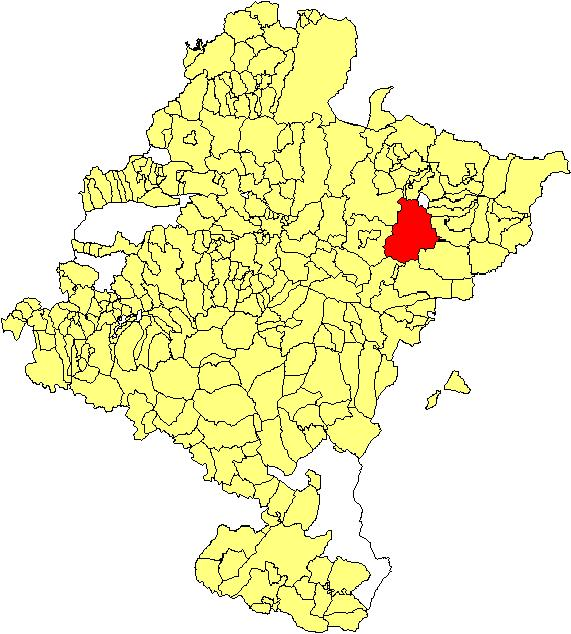
Розташування муніципалітету